# Fructuoso Rivera
 (octobre 2015).
Si vous disposez d'ouvrages ou d'articles de référence ou si vous connaissez des sites web de qualité traitant du thème abordé ici, merci de compléter l'article en donnant les références utiles à sa vérifiabilité et en les liant à la section « Notes et références ».
Fructuoso Rivera y Toscana (né à Montevideo le 17 octobre 1784 - mort à Melo le 13 janvier 1854) est un militaire et homme d'État uruguayen. Il participa à de nombreuses luttes indépendantistes et fut le premier président de l'Uruguay constitutionnellement élu. Il est aussi le fondateur du Parti Colorado.

## Enfance
Les parents de Fructuoso Rivera était Pablo Hilarión Peratán de la Rivera, un émigré de la province espagnole de Cordoue et Andrea Toscano, une argentine de Buenos Aires. Ils tenaient une vaste propriété située sur les rives du torrent Miguelete, proche de la ville de Montevideo. C'est là qu'il naquit et qu'il grandit, il participait aux travaux de la propriété, principalement de la garde des troupeaux de bétail du département de Durazno qui appartenaient à son père, c'est pour cette raison qu'il fut un bon cavalier et qu'il connaissait très bien la région.

## Le militaire

### Premiers combats
Dès le début de la cause indépendantiste, c’est-à-dire dès le Grito de Asencio du 27 février 1811, il fut dans les troupes de José Gervasio Artigas et participa à la prise de la ville de Colla le 20 avril de la même année. Peu après, son frère Félix les rejoignit et ils participèrent à la bataille de Las Piedras, c'est ce jour-là que Fructuoso devint un collaborateur important pour Artigas.
Il participa à tous les combats contre les Espagnols d'abord et contre les Portugais ensuite et sa principale action d'éclat fut la victoire de la bataille de Guayabos, le 10 janvier 1815 quand il battit Manuel Dorrego et ses troupes du pouvoir central de Buenos Aires. Et jusqu'en mars 1820, il se battait avec un petit groupe d'homme à la manière de la guérilla en harcelant les Portugais à la fois dans les campagnes de Cerrito et de Casavalle (proches de Montevideo) mais aussi dans les endroits les plus reculés du pays dans les zones de Chapicuy ou de la rivière Queguay. C'est lors de l'une de ces attaques, en mars 1820 qu'il fut battu au combat dit des trois arbres (el combate de Tres árboles). Il réussit à passer un accord avec les Portugais et resta dans l'armée d'abord des Portugais puis des Brésiliens quand ils prirent leur indépendance.
C'est aussi à cette époque qu'il rencontra et qu'il épousa Bernardina Fragoso.

### Guerre de Cisplatine
Mais quand les Treinta y Tres Orientales conduit par Juan Antonio Lavalleja et Manuel Oribe arrivèrent à Monzón le 29 avril 1825, Rivera ne fit pas combattre ses soldats et entra dans le mouvement vraisemblablement par conviction même s'il écrit à son épouse à San José le 2 mai que dans de telles circonstances, il était préférable de se rallier aux patriotes. Cet événement est connu comme étant « l'embrassade de Monzón » (el abrazo del Monzón).
Il fut un protagoniste important dès le début des combats puisqu'il gagna une victoire à la bataille de Rincón (actuellement la zone nommé le « coin des poules » (Rincón de las gallinas) sur le territoire du Río Negro) et qu'il participa en grand stratège à la bataille de Sarandí le 12 octobre, bataille qui signifie l'expulsion des troupes brésiliennes sur le territoire uruguayen.
À la suite de désaccords avec Lavalleja, il ne participa pas à la bataille d'Ituzaingó mais réalisa sa propre campagne dans le territoire de Misiones alors sous contrôle brésilien, campagne qui joua un rôle non négligeable pour le renoncement de l'empereur brésilien Pierre Ier du Brésil aux territoires uruguayens et pour qu'il accepte la Convention Préliminaire de Paix le 28 août 1828.

## Le politique

### Premier gouvernement
Lavalleja fut le héros incontestable de la guerre contre les Brésiliens, mais il est mentionné dans le traité de paix que le gouvernement doit être acceptable pour l'Empire brésilien. Avant que soient terminés les travaux préparatoires de la Constitution, Lavalleja se sentant écarté tenta de prendre le pouvoir le 14 juin 1825 au congrès de Florida ; mais avec l'aide des Brésiliens, Rivera le mit en échec.
L'Assemblée générale législative vota le 24 octobre 1830 pour procéder à l'élection du premier Président constitutionnel de l'Uruguay ; 35 législateurs, 26 députés et 9 sénateurs étaient présents. Le général Fructuoso Rivera obtint 27 voix, le général Juan Antonio Lavalleja 5 voix, Gabriel Antonio Pereira 2 voix et Joaquín Suárez 1 seule voix. Le 6 novembre, Rivera devint le premier président de l'Uruguay et le 11 novembre, il nomma son cabinet, dans lequel ne figuraient au départ ni Manuel Oribe ni Juan Antonio Lavalleja. Par la suite, il nomma tout de même Oribe ministre de la Guerre et de la Marine.
Le premier problème auquel il dut faire face fut le manque d'efficacité de l'État au niveau de l'Administration publique. Il fallait créer des organismes, attribuer des fonctions, déléguer des responsabilités, augmenter le nombre de personnes ayant reçu une formation pour s'occuper des tâches du gouvernement. Deuxièmement, le nouvel État devait faire très attention à ses relations internationales. Il fallait préciser et fixer les frontières – principalement celles avec le Brésil – et établir définitivement l'indépendance par un traité remplaçant la Convention préliminaire de paix. En troisième lieu, l'État naissait déjà avec des dettes.

Le chef militaire (caudillo) n'était pas un homme d'État et ne comprenait pas les problèmes d'administration. Sa seule force était encore les liens personnels qu'il avait avec les personnes compétentes ; c'est pourquoi il abandonna le pouvoir réel de l'État entre les mains des « docteurs ». À leur tour, ceux-ci essayèrent d'établir une organisation étatique au moyen de ressources formelles (lois et décrets), mais le pays réel échappait totalement à la volonté de Rivera parce qu'il manquait de force politique pour s'imposer. Le résultat fut un désordre et une lenteur dans l'organisation administrative de l'État naissant.
Il est vraisemblable que ce fut Rivera qui fut le responsable direct du massacre perpétré envers les derniers Charrúas – 500 environ – qui habitaient l'Uruguay et ce fut son neveu Bernabé Rivera qui dirigea les manœuvres.

### L'opposant et le second mandat
En premier lieu, il aida Manuel Oribe à arriver au pouvoir le 1er mars 1835 en étant le second président constitutionnellement élu, mais très rapidement ce dernier mit en place une commission pour étudier les dépenses faites par Rivera qui ne l'accepta pas. Dès 1836, aidé par les Brésiliens, il tenta de renverser Oribe mais il fut défait par Oribe et Lavalleja aidés par les Argentins à la bataille de Carpintería le 19 septembre de la même année. C'est aussi en 1836 que furent créés les partis politiques de l'Uruguay. Le parti National (alors nommé Parti Blanc) de Oribe et le Parti Colorado (ou Parti Rouge) de Rivera et la rivalité entre les deux camps se transforma rapidement en haine très importante.
En juin 1838, les forces de Rivera arrivèrent à battre celles d'Oribe, ce dernier dut s'exiler vers Buenos Aires.
Pendant le second mandat (mandat du troisième président constitutionnellement élu) qui dura du 1er mars 1839 au 1er mars 1843 (du 11 novembre 1838 au 1er mars 1839, il formait un gouvernement provisoire). Il gouverna de la même manière et toujours sans Oribe et Lavalleja. Ces derniers s'allièrent pour renverser Rivera. En 1839, Rivera déclara la guerre au dictateur argentin Juan Manuel de Rosas en ayant le soutien des émigrés français (qui amenèrent des troupes sur place) et argentins. Mais les Français trouvèrent un accord avec Rosas et décidèrent de faire partir leurs troupes de la zone du Río de la Plata en 1840, laissant Montevideo vulnérable aux forces d'Oribe et de son allié argentin.
Pendant trois années, le lieu de la lutte était sur le territoire de l'Argentine. Oribe et les Blancos étaient alliés avec les fédéralistes de l'Argentine, alors que Rivera et les Colorados étaient partisans du pouvoir Central et du parti unitaire.
En 1842, Oribe défit Rivera et plus tard, le 16 février 1843, commença le siège de Montevideo, alors gouverné par les Colorados.

### La Grande Guerre et le Triumvirat
Dès le commencement de la Grande Guerre, le 1er mars 1843, à la suite des élections qui ne furent pas acceptées, Joaquín Suárez (un membre des Colorados) mit en place le gouvernement « de la Défense » installé à Montevideo alors qu'Oribe le déclara président du gouvernement de Cerrito (la petite colline) qui se situait à côté de la Capitale.
Puisqu'il s'était exilé vers l'État de Rio de Janeiro, Rivera fut plutôt en dehors de cette guerre dont il était avec Oribe et lavalleja la cause principale puisque c'est leur rivalité qui éclata à ce moment-là. La guerre se termina en 1852 mais la tension entre les deux partis n'est pas retombée pour autant et on peut dire qu'elle fut forte jusqu'en 1904.
Il fut rappelé au pays en 1853 puisqu'il fut membre du triumvirat intégrant Venancio Flores, Juan Antonio Lavalleja et lui-même. Ils commencèrent à gouverner le 25 septembre de cette année mais Lavalleja mourut un mois plus tard le 22 octobre et lui-même mourut le 13 janvier 1854 dans le ranch de Bartolo Silva sur les bords du torrent Conventos proche de la ville de Melo alors qu'il était en voyage.

## Héritage
De Rivera, le pays garde principalement le souvenir d'un militaire et grand stratège qui avait combattu aux côtés de José Artigas et de Juan Antonio Lavalleja, et ne pense pas toujours à sa carrière politique moins importante.
En mémoire de Rivera, un département et une ville porte son nom.